# Virgen de Chaguaya
La Virgen de Chaguaya es una advocación o imagen de la Virgen María que se venera en la población de Chaguaya, a 67,5 km al suroeste de la ciudad de Tarija, departamento de Tarija, Bolivia. Su fiesta se celebra el 15 de agosto, fiesta de la Asunción de María. En Tarija se la conoce como Mamita de Tarija o Patrona de Tarija.

## Historia
Según una leyenda, un día de 1750, una pareja de pastores volvía de su trabajo, comentando la difícil situación por la sequía de ese año. La única salvación de los cultivos y de los animales, sería una lluvia. Se hizo de noche y la pareja apuraba el paso con sus ovejas y cabras. De pronto, ambos divisaron no muy lejos un resplandor; curiosos se detuvieron para luego dirigirse hacia la luz. Conforme se acercaban, la luz se hacía multicolor y los rayos se entrelazaban dando una visión maravillosa. Ambos quedaron absortos contemplando este juego de luces que en forma paulatina dio paso a una imagen de la Virgen María en la copa de un molle, árbol típico de la zona. Cayeron de rodillas y besaron el suelo exclamando: "¡Virgencita mía, bendito sea Dios!". Al levantar la cabeza vieron que la imagen ya no estaba.
Al siguiente día con las primeras luces del alba, fueron al lugar de la aparición: allí estaba la imagen. Se la llevaron a su rancho, colocándola en un lugar de preferencia. Una vez que los vecinos se anoticiaron acudieron a la casa para venerar a la Santísima Virgen, pero se encontraron con la sorpresa de que la imagen había desaparecido. Rápidamente todos fueron al lugar de la aparición. En efecto, la imagen reposaba en el frondoso árbol, envuelta en un rayo de luz. De rodillas, oraron toda la noche, y se fueron sumando otros lugareños con antorchas y hogueras, acompañando a la imagen, a quien prometieron construir una capilla en ese mismo lugar. Al amanecer del otro día los pobladores levantaron la primera capilla, donde se veneró la imagen de la Virgen de Chaguaya. En la década de 1980 se construyó el actual santuario, que fue declarado basílica.
La devoción hacia la Virgen de Chaguaya está ampliamente difundida en el suroeste de Bolivia, tanto entre locales como entre feligreses de departamentos vecinos, e incluso entre habitantes del norte de Argentina. Entre el 15 de agosto y el 14 de septiembre, una gran cantidad de creyentes se dirigen en peregrinación desde la ciudad de Tarija hacia el santuario.

## Peregrinación al santuario
La peregrinación al Santuario de la Virgen de Chaguaya se realiza entre el 14 de agosto al 15 de septiembre. Los habitantes de la ciudad de Tarija y de todas las provincias y localidades aledañas peregrinan al santuario. Los creyentes inician su caminata desde la ciudad de Tarija dispuestos a enfrentar un recorrido de sesenta kilómetros. El contingente de fieles llega al santuario a pie después de aproximadamente 12 horas caminando a través del valle, que en invierno se torna seco y frío. Otro número de fieles llega en vehículos, tanto públicos como privados. El peregrinaje atraviesa seis estaciones: Tolomosa, Pampa Redonda, El Tunal, Desemboque, Juntas y El Mollar.
La celebración atrae a miles de personas. Los devotos asisten a misa y luego reciben la tradicional "pisada" de la Virgen. De hecho, se dice que la peregrinación consta de cinco pasos: promesa, peregrinación, escuchar la misa, confesarse y hacerse pisar con la Virgen de ese lugar. Los fieles, una vez recibida la bendición de la Mamita de Chaguaya, retornan a sus hogares, prometiéndole retornar para el año siguiente. Paralelamente, en el pueblo se puede degustar comidas y bebidas típicas como el jugo de caña, o las tradicionales chirriadas (especie de tortillas de maíz) o los tamales y el chancho al horno.